# マルクス・シュミット
マルクス・シュミット（Markus Schmidt、1968年10月23日 - ）は1987年から1997年にかけて競技に参加したオーストリア・インスブルック出身のリュージュ選手である。
彼は冬季オリンピックに2回出場し1992年のアルベールビルオリンピックでは一人乗りで銅メダルを獲得した。また、1996年リュージュ世界選手権では混合団体戦で優勝した。